# Karl Kien
Karl Kien (* 10. Mai 1869 in Steinhorst; † 17. März 1943 in Hildburghausen) war ein deutscher Buchbinder  und Politiker (DNVP).

## Leben und Wirken
Kien war Buchbindermeister und ab 1938 auch Buchhändler in Hildburghausen. Das Mitglied der Deutschnationalen Volkspartei saß vom 20. Juni 1920 bis 7. Dezember 1929 im Thüringer Landtag. Vom 17. Juli 1924 bis zum 10. Februar 1927 war er 2. Landtagsvizepräsident und vom 23. Januar 1930 bis zu seinem Rücktritt am 1. April 1931 als Staatsrat für Meiningen Regierungsmitglied ohne Geschäftsbereich in der Landesregierung unter Leitung von Erwin Baum (Baum-Frick-Regierung).